# V603 Орла
V603 Орла (Новая в Орле 1918 года, V603 Aql, Nova Aquilae 1918) — самая яркая новая звезда, зарегистрированная за последние 300 лет. Неожиданно большой номер — 603 — у Новой Орла 1918 года объясняется тем, что система обозначений переменных звёзд была последовательно распространена на все новые звёзды после Второй мировой войны.

## Вспышка 1918 года
Первое наблюдение было сделано в ночь на 8 июня 1918 года, когда на небе появилась звезда первой величины в 6° к северу от созвездия Щита. На момент открытия новая была ярче, чем близлежащий Альтаир, а через несколько часов она стала второй по блеску звездой в Северном полушарии неба (-1m,1), чуть-чуть не достигнув блеска Сириуса (−1m,47).
Среди первых наблюдателей был Эдвард Барнард. По фотопластинкам он определил, что до 3 июня на месте новой была слабая звёздочка 11 величины, 7 июня она достигла 6m, и 9 июня (в максимуме блеска) достигла −1m,4. После этого новая начала медленно угасать, достигнув в конце июня 4m, а в марте следующего года — 6m, и она стала не видна невооружённым глазом. Во время наибольшего блеска спектр звезды показал наличие газовой оболочки, которая расширялась в межзвёздную среду со скоростью от 1 600 до 2 000 км/с. Несколько месяцев спустя вокруг звезды образовалась газовая туманность, чей диаметр увеличивался в течение нескольких лет со скоростью около 2 угловых секунд в год. Спектроскопические исследования показали, что масса выброшенного при вспышке вещества (при условии сферической формы туманности) составляет порядка 6×10−5 {\displaystyle M_{\odot }}. Также было оценено и количество отдельных элементов, выброшенных при взрыве (в тоннах): водород — 2,8×10 23, гелий —3,6×10 23, кислород — 1023, неон — 8×1020, углерод — 5,5× 1020. Впоследствии эта туманность становилась всё более тусклой, а затем рассеялась в пространстве.
Расстояние, рассчитанное по параллаксу, оценивается от 800 до 1200 св. лет и отсюда можно сделать вывод, что обычная светимость звезды примерно в 2 раза больше солнечной. Её максимальная абсолютная звёздная величина была около −9m,3. Это означает, что всего за шесть дней (с 3 по 9 июня 1918 года) система увеличила свой блеск в 100 000 раз.

## Система V603 Орла
Сама система V603 Орла является промежуточным поляром. Промежуточные поляры — это тесные двойные системы, состоящие из холодного субкарлика (обычно красной звезды) и горячего белого карлика. Периоды обращения в таких системах очень короткие: для V603 Орла — 3 час 19,5 мин. Орбита этой системы наклонена к лучу зрения под углом около 17°, то есть она видна почти с ребра. Это затрудняет её наблюдения, особенно спектральные. Также это исследование показало, что масса белого карлика равна 0,8 {\displaystyle M_{\odot }}, а масса спутника — 0,3 {\displaystyle M_{\odot }}. Анализ, проведённый в конце 1950-х, показал, что температура белого карлика в состоянии покоя составляет 60 000 К, а во время вспышки она достигала 145 000 К. Не совсем понятной остаётся причина гигантской вспышки, произошедшей в 1918 году, поскольку у других звёзд этого класса столь мощных вспышек зарегистрировано не было. Возможно, что они случаются и у других промежуточных поляров, но интервалы между вспышками очень большие: десятки и сотни тысяч лет.

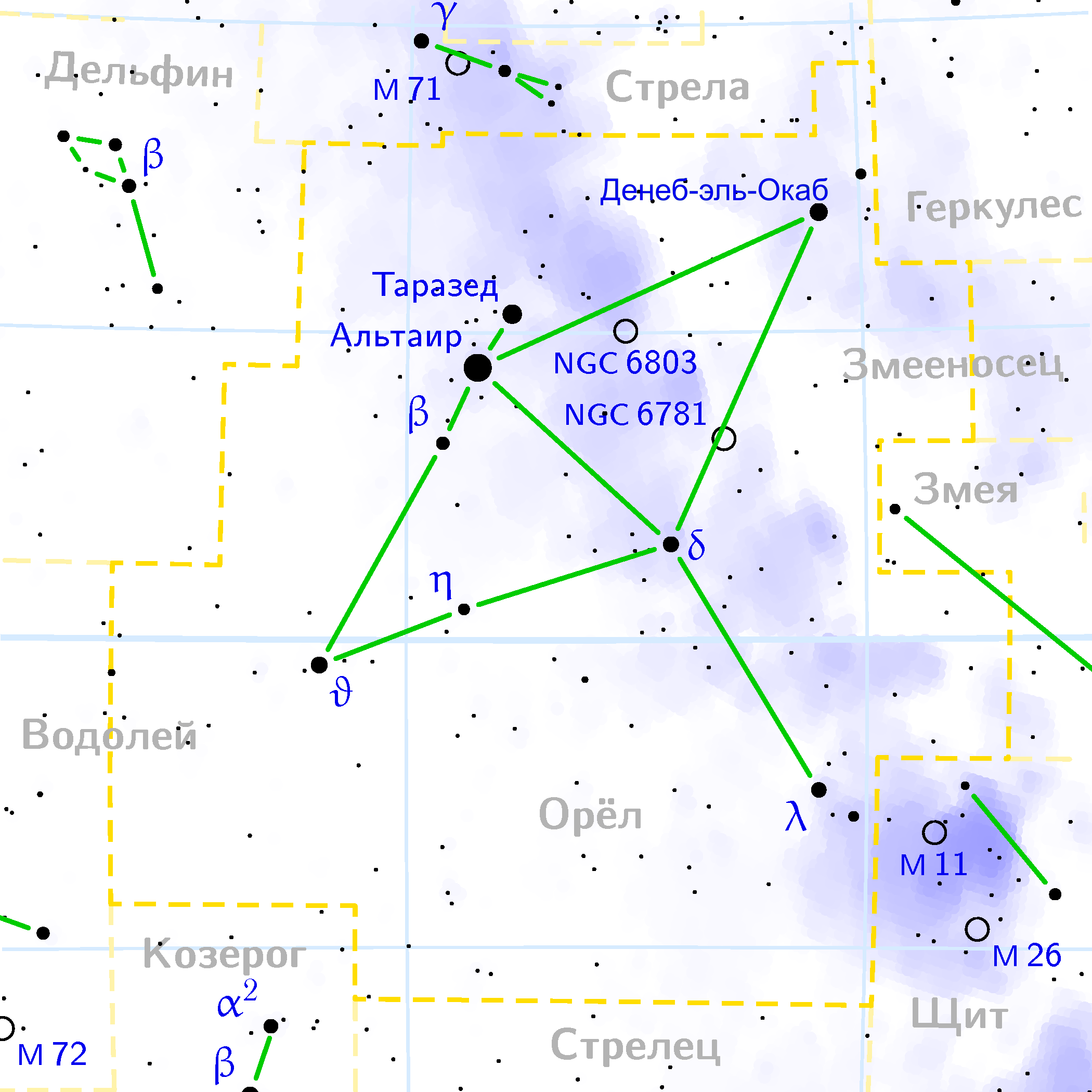
Положение V603 Орла на карте созвездия

В апреле 2001 года наблюдения системы V603 Орла проводились на рентгеновских телескопах Чандра и RXTE. Было обнаружено, что по рентгеновской светимости и распределению энергии в спектре V603 Aql напоминает систему SS Лебедя. Тот факт, что изменчивость потока рентгеновского излучения слабо зависит от энергии, можно объяснить тем, что она связана с изменениями только максимальной температуры плазмы. Плотность плазмы весьма высока; она сосредоточена в относительно небольшой области. Избыток Ne в спектре V603 Орла указывает на то, что звёзды, образующие систему, довольно молодые. Также были обнаружены пульсации в ультрафиолете с периодом 62,9 минуты, что очень близко к периоду рентгеновских и оптических пульсаций, открытых ранее. УФ-импульсы имеют синусоидальную форму и амплитуду, отличающуюся на 8 процентов от амплитуд в рентгеновском и оптическом диапазонах. Происхождение импульсов во всех диапазонах одинаково: оно связано с вращением намагниченного белого карлика.